# Rivière Henri (Lotbinière)
Pour les articles homonymes, voir Henri.
La rivière Henri est un affluent de la rive est de la rivière du Chêne laquelle se déverse sur la rive sud du fleuve Saint-Laurent. La rivière Henri coule dans les municipalités de Saint-Gilles, Sainte-Agathe-de-Lotbinière, Dosquet, Saint-Janvier-de-Joly, Val-Alain et Leclercville, dans la municipalité régionale de comté (MRC) de Lotbinière, dans la région administrative du Chaudière-Appalaches, au Québec, au Canada.

## Géographie
Les principaux bassins versants voisins de la rivière Henri sont :
- côté nord : rivière Aulneuse, rivière aux Cèdres, rivière aux Frênes, rivière Huron (rivière du Chêne), rivière Noire (rivière Huron), fleuve Saint-Laurent ;
- côté est : rivière Jean-Houde, rivière Beaurivage, rivière Rouge (rivière Beaurivage), rivière Noire (rivière Huron), rivière Saint-Georges (rivière du Chêne) ;
- côté sud : rivière du Chêne, rivière Armagh ;
- côté ouest : rivière du Chêne.

La rivière Henri prend sa source du côté ouest d'une zone de marais en zone forestière dans la partie sud de la municipalité de Saint-Gilles. Cette zone de tête est située du côté ouest d'une zone de marais à la limite de Saint-Gilles et Saint-Patrice-de-Beaurivage. La zone de tête de la rivière est située à 5,6 km au nord-est du village de Sainte-Agathe-de-Lotbinière et 9,2 km à l'ouest du village de Saint-Patrice-de-Beaurivage.
Cours supérieur de la rivière Henri (segment de 23,4 km)
À partir de sa source, la rivière Henri coule sur 50,1 km répartis selon les segments suivants :
- 1,6 km vers le nord-ouest, en traversant la limite entre Saint-Gilles et Sainte-Agathe-de-Lotbinière, jusqu'à la route 218 ;
- 1,2 km vers l'ouest, puis vers le nord, dans Sainte-Agathe-de-Lotbinière, jusqu'à la même limite de Saint-Gilles ;
- 4,4 km vers le nord-est, dans Saint-Gilles ;
- 11,1 km vers l'ouest, jusqu'à la limite entre Saint-Gilles et Dosquet ;
- 2,8 km vers le nord-ouest, jusqu'à la confluence du ruisseau Perron ;
- 1,3 km vers l'ouest, jusqu'à la route 271 qu'elle traverse à 0,5 km au sud du centre du village de Dosquet ;
- 1,0 km vers l'ouest, jusqu'à la route 116 qu'elle traverse à 0,9 km à l'ouest du centre du village de Dosquet ;

Partie inférieure de la rivière Henri (segment de 26,7 km)
À partir de la route 116, la rivière Henri coule sur :
- 4,9 km vers l'ouest, jusqu'à la limite entre Dosquet et Saint-Janvier-de-Joly ;
- 2,9 km vers l'ouest, jusqu'à une route du rang 1 et 2 ;
- 6,4 km vers l'ouest, jusqu'à une route de campagne, qu'elle traverse à 4,4 km à l'ouest du centre du village de Joly ;
- 0,7 km vers le nord-ouest, jusqu'à la limite entre Joly et Val-Alain ;
- 2,5 km vers le nord-ouest, jusqu'à l'autoroute 20 ;
- 8,1 km (ou 3,9 km vers le nord-est) en serpentant jusqu'à la limite entre Val-Alain et Leclercville (secteur de "Sainte-Emmélie")
- 1,2 km (ou 0,7 km en ligne directe) vers le nord, en serpentant jusqu'à sa confluence.

La rivière Henri se déverse sur la rive Est de la rivière du Chêne dans le lieu-dit "Les Trois-Fourches".

## Toponymie
Le toponyme Rivière Henri a été officialisé le 5 décembre 1968 à la Commission de toponymie du Québec.

## Galerie

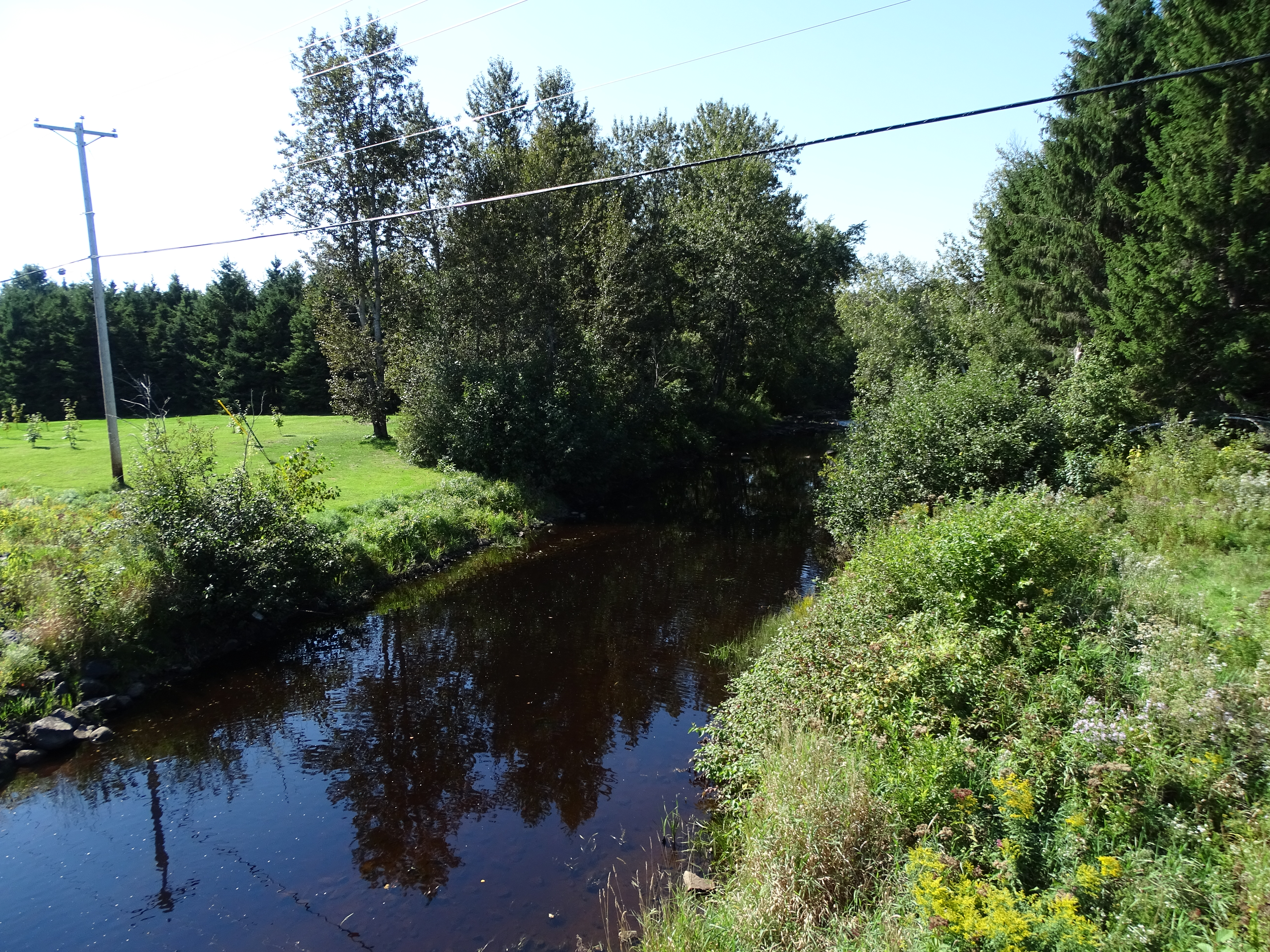
Rivière Henri
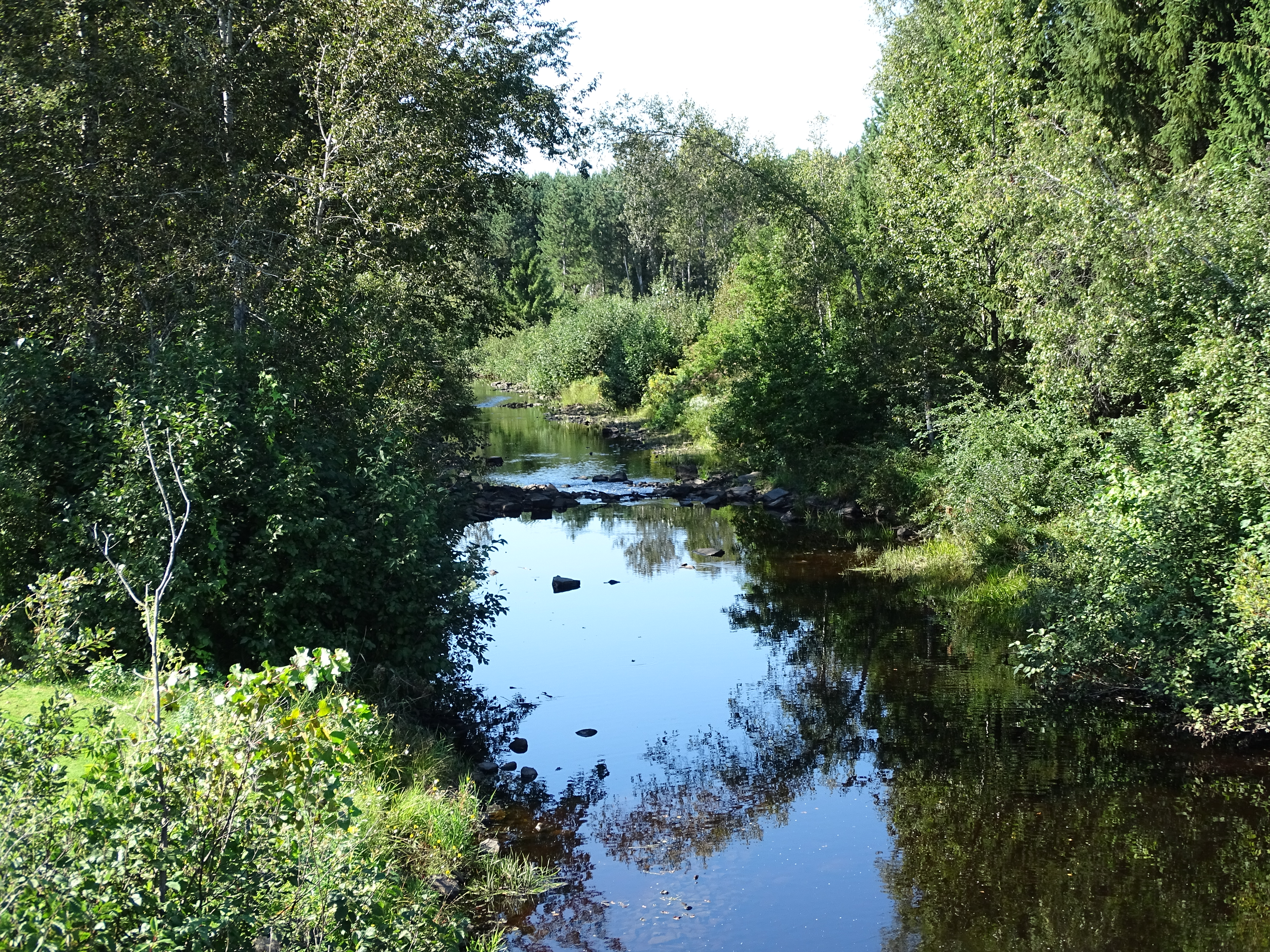
Rivière Henri
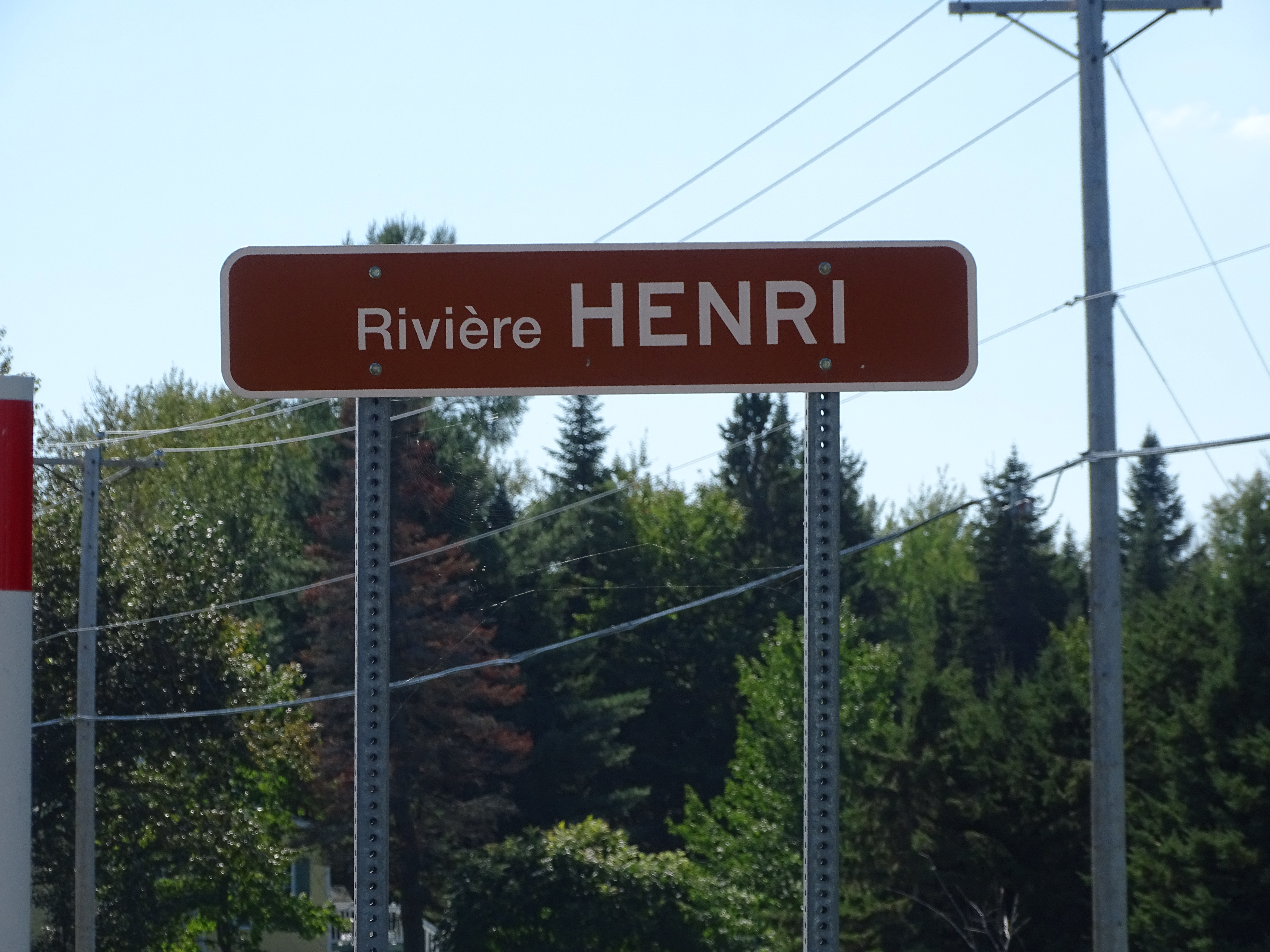
Enseigne